# اولین فیکس
اِوِلین فیکس (انگلیسی: Evelyn Fix; ۲۷ ژانویهٔ ۱۹۰۴ – ۳۰ دسامبر ۱۹۶۵)  آماردان اهل ایالات متحده آمریکا بود. او در دلاوت، مینه‌سوتا به دنیا آمد و در سال ۱۹۲۴ مدرک A.B. خود را در رشته ریاضیات از دانشگاه مینه‌سوتا دریافت کرد. یک سال بعد، او مدرک M.S. در رشته آموزش را کسب کرد و به عنوان معلم دبیرستان مشغول به کار شد. او در سال ۱۹۳۳ مدرک M.A. خود را نیز در رشته ریاضیات از دانشگاه مینه‌سوتا دریافت کرد. او در سال ۱۹۴۸ دکترای خود را از دانشگاه کالیفرنیا (برکلی) دریافت کرد و به هیئت علمی آمار آنجا پیوست. او در سال ۱۹۵۱ به عنوان استادیار منصوب شد و در سال ۱۹۶۳ به مقام استاد آمار ارتقا یافت. او در تاریخ ۳۰ دسامبر ۱۹۶۵ به دلیل حمله قلبی درگذشت.